# جمعية الأيرلنديين المتحدين
سعت جمعية الأيرلنديين المتحدين، التي تأسست كمنظمة سياسية راديكالية أو ليبرالية في أيرلندا في القرن الثامن عشر، إلى الإصلاح البرلماني في البداية.  تطورت لتصبح منظمة جمهورية ثورية، مستوحاة من الثورة الأمريكية والتحالف مع فرنسا الثورية. أطلقت الثورة الأيرلندية عام 1798 بهدف إنهاء الحكم الملكي البريطاني على أيرلندا وتأسيس جمهورية إيرلندية مستقلة ذات سيادة.

## خلفية

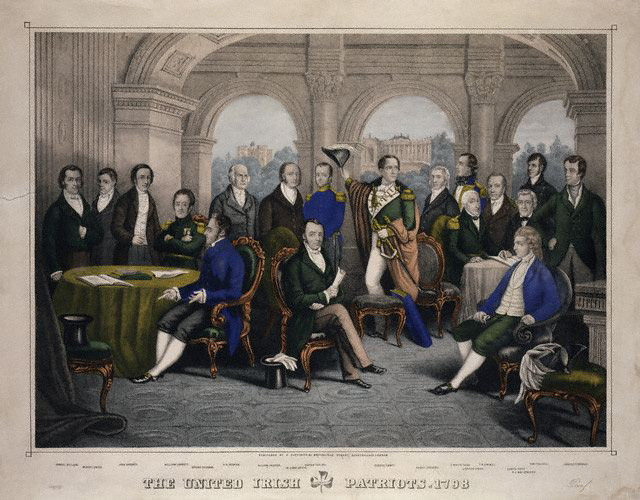
The United Irishmen

خلال ثمانينات القرن التاسع عشر، حيث ان عدد قليل من الأعضاء الليبراليين في البروتستانتية المهيمنة الحاكمة قد نظموا كحزب وطني أيرلندي بقيادة هنري غراتان، وقاموا بحملات من أجل ما يلي: إصلاح البرلمان الأيرلندي، تقليل التدخل البريطاني في شؤون أيرلندا، وتوسيع الحقوق وحق التصويت للكاثوليك والشيخوخة. دعمهم كان حركة المتطوعين الأيرلندية، التي حظيت بدعم واسع النطاق من البروتستانت. بينما حققوا نجاحًا محدودًا مثل إنشاء برلمان غراتان وإلغاء بعض قوانين العقوبات التمييزية، إلا أنهم لم يحققوا الكثير من أهدافهم. عندما انهارت حركة الإصلاح البرلمانية في عام 1784 ، تركت الراديكاليين دون سبب سياسي. 

## مناقشة بلفاست

### القرارات الأولى
في خضم الحماس في ذلك الوقت تجاه الأحداث الحاصلة في فرنسا، اقترح ويليام درينان على أصدقائه فكرة «مؤامرة خيّرة - مؤامرة لمصلحة الشعب»، «حقوق الإنسان والسعادة العظمى لأكبر عدد منهم (العبارة من صياغة هاتشسون) – تنتهي المؤامرة بالاستقلال الفعلي لإيرلندا، وتخصّ الجمهورية في هدفها». عندما اجتمع أصدقاء درينان، خلصوا إلى:
أن حجم النفوذ الإنجليزي في حكومة هذا البلد كبير جدًا للحد الذي يتطلب تضافر كل الشعب الإيرلندي، وأن الطريقة الدستورية الوحيدة التي يمكن من خلالها مجابهة هذا النفوذ تكمن في الإصلاح الشامل والجذري للتمثيل الشعبي في البرلمان.
تجاوزت «المؤامرة»، التي أطلق عليها تون اسم «جمعية الأيرلنديين المتحدين»، فكرة فلود للوطنية البروتستانتية. كان النفوذ الإنجليزي الذي مارسته إدارة قلعة دبلن سيتعرض لفحص دستوري من قبل البرلمان، بحيث يحصل «كل الشعب» على «تمثيلٍ مستاوٍ». إلا أنه لم يكن من الواضح ما إذا كان التحرّر الكاثوليكي غير مشروط وفوري. في الليلة السابقة، بعد أن شهد تون نقاشًا حيال المسألة الكاثوليكية بين كبار المصلحين في المدينة (نادي اليمين الشمالي) وجد نفسه «مغمورًا» من قبل الناس الذين وافقوا من حيث المبدأ على فكرة التحرّر الكاثوليكي، لكنه اقترح بعد ذلك تأخيره أو تطبيقه فقط على مراحل.

### مسألة الكاثوليك
دعا توماس راسل تون إلى اجتماع بلفاست في في شهر أكتوبر عام 1791 بصفته مؤلف كتاب «مرافعة باسم كاثوليك إيرلندا». تكريمًا للإصلاحيين في بلفاست، الذين رتبوا لنشر 10 آلاف نسخة من الكتاب، تم توقيعه من قبل نادي اليمين الشمالي. نظرًا لكونه من أصل هوغونوتي فرنسي، أبدى تون تعاطفًا غريزيًا مع المضطهدين دينيًا، لكنه كان «مرتابًا تجاه الكهنة الكاثوليك» ومعادٍ لما وصفه «بالطغيان البابوي». (في سنة 1798 أبدى تون رضاه عن عزل نابليون وسجن البابا بيوس السادس).
بالنسبة لتون، كان النقاش حول قضية الكاثوليك سياسيًا. فشلت «الثورة الوهمية عام 1782» في تأمين حكومة تمثيلية وطنية لإيرلندا لأن البروتستانت رفضوا امتلاك قضية مشتركة مع الكاثوليك. في بلفاست، دأب القس وليام بروس مجددًا على الاعتراض على تلك المسألة. تحدث بروس عن خطر «إلقاء السلطة في أيدي» الكاثوليك الذين كانوا «غير قادرين على الاستمتاع بالحرية وتوسيع نطاقها»، والذين تتلخص أولى اهتمامهم في استعادة أراضيهم المُصادرة.
أصر تون في نقاشه على أنه، من باب العدل، لا يُمكن حرمان الإنسان من حقوقه بحجة عدم الأهلية، سواء من حيث الجهل أو التعصب، إذ إنهم مسؤولون عن القوانين التي جعلتهم يعيشون في ظلها. احتكم تون أيضًا بالتجربة التاريخية. عندما سنحت لهم الفرصة في البرلمان الذي استدعاه جيمس الثاني في عام 1689، وامتلكوا فكرة أكثر وضوحًا عما خسروه في أربعين لا تسعين سنة مضت (في احتلال كرومويل لأيرلندا)، لم يصرّ الكاثوليك على العودة الكاملة لأملاكهم التي فقدوها. فيما يتعلق بالبرلمان الأيرلندي الحالي «حيث لا يمكن لكاثوليكي أن يظهر بموجب القانون»، كان ذلك أوضح دليل على أن «البروتستانتية ليست حصنًا منيعًا أمام الفساد».
استشهد بمثال الكونغرس الأميركي والجمعية الوطنية الفرنسية حيث «يجلس الكاثوليك والبروتستانت بشكل متساوٍ» وأيضًا بالدستور البولندي لمايو عام 1791 (الذي عُرف أيضًا في بلفاست) الذي تعهّد بالوئام بين الكاثوليك والبروتستانت واليهود. في حال ما ظل البروتستانت الأيرلنديون «رجعيين» «وحاجبين أعينهم» عن تلك السوابق المذكورة، فإن أيرلندا ستظل محكومة بما يتفق مع المصالح الخالصة لإنجلترا ومع السطوة المطلقة لها.
في يوم الباستيل في بلفاست سنة 1792، كان لدى الأيرلنديين المتحدين فرصة لتوضيح موقفهم. في مناظرة عامة تحت عنوان «خطاب موجه إلى الشعب الأيرلندي»، اقترح ويليام بروس وآخرون التحفظ بالتزامهم بتحقيق المساواة بين «جميع طوائف وفرق الأيرلنديين». توقعوا بالأحرى «التحرر التدريجي للأخوه الروم الكاثوليك» تماشى ذلك مع مخاوف البروتستانت بشأن الأمن وتحسين التعليم الكاثوليكي. «أعرب صموئيل نيلسون عن دهشته لدى سماعه أي جزء من الخطاب يُسمى بسؤالٍ كاثوليكي». كان السؤال الوحيد هو «ما إذا كان الأيرلنديون سينعمون بالحرية». تساءل ويليام ستيل ديكسون «بتهكم»، فيما إذا ما كان الكاثوليك على استعداد لصعود «سلم» الحرية «من خلال الزواج المختلط مع أفراد البروتستانت الراشدين وذوي القدرة، ومعنا نحن على وجه الخصوص، المشيخيين، قد يحسنون النسل بذلك، وينتجون عرقًا من البشر يرث نفس الصفات».
إلا أن التعديل لم يحظى بالنجاح، لكن النقاش عكس انقسامًا متناميًا. قد تجد الدعوة للتحرّر الكاثوليكي دعمًا لها في بلفاست والمناطق المحيطة بها ذات الأغلبية البروتستانتية. في غرب نهر بان، وعبر جنوب وغرب أيرلندا حيث كان البروتستانت أقلية متميزة، لم يقتنع قدامى المحاربين في الحركة الطوعية بالفكرة. قاطع متطوعو أرماه، الذين قادوا مؤتمرًا طوعيًا سنة 1779، ثلثهم في عام 1793. تحت رعاية سلطة النفوذ، كانوا يتحركون إلى جانب جماعة «بيب أوداي بويز»، مقاتلين الفلاحين الكاثوليك في المناطق الريفية على الإسكان والتوظيف، حتى تشكيل النظام البرتقالي الموالي في عام 1795.

### تمثيل متساوٍ
في سنة 1793، انتهكت الحكومة نفسها مبدأ «الدستور البروتستانتي بشكل حصري». وضعت قلعة دبلن ثقلها بيد غراتان في تمرير قانون الإغاثة الكاثوليكية. تم قبول الكاثوليك في حق التصويت (ولكن ليس بعد في البرلمان) بنفس شروط البروتستانت. رحّب الرأي العام الكاثوليكي بالفكرة، ولكنه أيضًا أرسل إشعارًا إلى الإصلاحيين البروتستانت. أي تحرير آخر يزيد من الحرية الدستورية، سواء من خلال محو التقسيم الإداري أو تخفيض سدّة الملكية، من شأنه أن يعزز من احتمالات تشكيل أغلبية كاثوليكية.
بالإضافة إلى إدراج الكاثوليك وإعادة توزيع المقاعد، لم يكن واضحًا ما يقصد الأيرلنديون المتحدون «بالتمثيل المتساوي لجميع الشعب». في حين إصراره على أن «ميوله ليست أقل ليبرالية من ميولهم»، حذر هينري جوي في رسالته الإخبارية الإيرلنديين المتحدين من أن منح الحرية لشعب «جاهل، وفاسقًا، وعاطلًا، ومبذّرًا» سيكون كما حصل في روما القديمة، سببًا إما في تشكيل سلطة دكتاتورية أو إمبراطورية. ابتداء بخبر مذابح سبتمبر، كان على الكثير من القرّاء أو يروا فيما يحصل في فرنسا إثباتًا لذلك التحذير. لكن مع نمو الجمعية ووجود نسخ منها في مختلف أنحاء البلاد، بقيت مفتوحة أمام كل من يودّ الإنضمام إليها، ليكون فيها أصحاب الإمكانيات المتواضعة هم الأكثر انهماكًا بها.
في عام 1793، ذكر توماس أديس إيميت تدفقًا من «الصناعيين (الحرفيين، والمهنيين وخبراتهم التدريبية)، وأصحاب المتاجر الصغيرة والمزارعين». كان بعض هؤلاء في بلفاست، وديري، وبلدات أخرى في الشمال، وفي دبلن، حيث نادي اليعاقبة (جمعية أصدقاء الدستور). كتبت مارثا مكتييه إلى أخيها وليام درنان في عام 1795 تصف نادي اليعاقبة بأنه حزب ديمقراطي مقره في بلفاست، يتألف من «أشخاص ورتب ظلت دُنيا لفترة طويلة» ويرأسه «قائد راديكالي». احتسب النادي أيضًا من بين أعضائه المصرفي ويليان تينانت، وكاهن شارع روزماري المشيخي الثالث سنكلير كيلبورن (الذي أعجب به تون لكونه ديمقراطيًا متحمسًا) وغيرهم من الأيرلنديين المتحدين الأثرياء.